# 恋していれば大丈夫
「恋していれば大丈夫」（こいしていればだいじょうぶ）は森川美穂の20枚目のシングル。1994年5月25日に東芝EMI/EASTWORLDから発売された。

## タイアップ
- 「恋していれば大丈夫」は自身出演のフジテレビ系『夢がMORI MORI』テーマ曲。
- 「Shiny Sunny Face」は、サンキスト・レモンウォーターTVCMソング。

## 収録曲
1. 恋していれば大丈夫 [5:25]
作詞：高橋研　作曲：広瀬香美　編曲：米光亮
2. Shiny Sunny Face [4:17]
作詞：佐藤ありす　作曲・編曲：佐藤準
3. 恋していれば大丈夫（オリジナル・カラオケ） [5:24]
4. Shiny Sunny Face（オリジナル・カラオケ） [4:16]